# Nakatsugawa, Gifu
Nakatsugawa (中津川市 Trung Tân Xuyên thị, Nakatsugawa-shi) là một thành phố thuộc tỉnh Gifu, Nhật Bản.